# 湖北理工学院
湖北理工学院是中华人民共和国湖北省的一所全日制本科公办省属普通高等学校，原名黄石理工学院，2011年更名为湖北理工学院，位于湖北省黄石市桂林北路16号，学校占地146万平方米，校舍建筑面积66.5万平方米，馆藏图书114.5万册，电子资源数据库19个（含电子图书225.95万种），教学科研仪器设备总值1.94亿元人民币。设有21个教学院部，拥有工、理、经、管、医、文、教、艺等8个学科门类和58个本科专业。截至2019年4月30日，全日制普通本科在校生16310人、留学生183人。

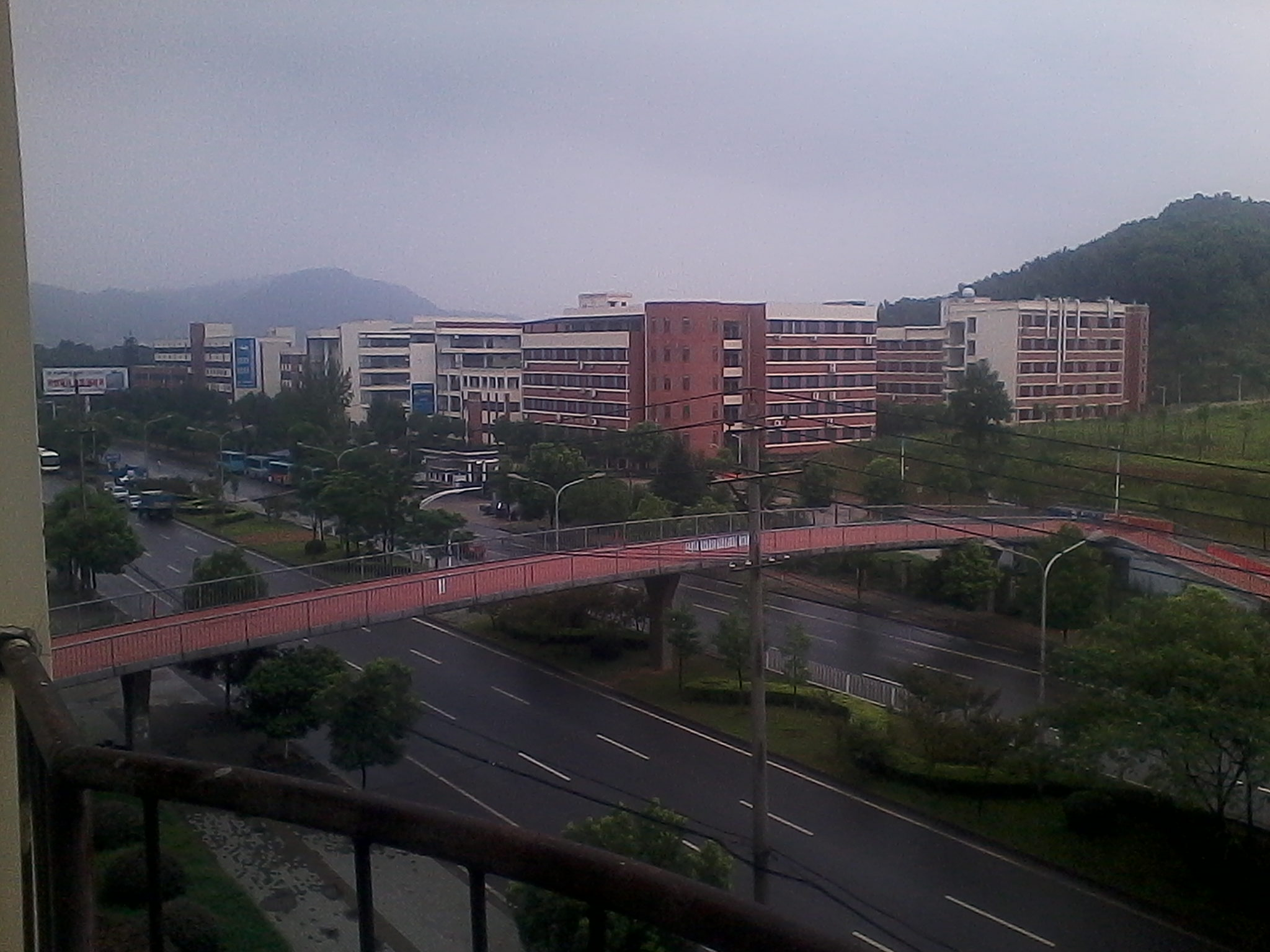
湖北理工学院校區